# Atomaria abietina
Atomaria abietina är en skalbaggsart som beskrevs av Edmund Reitter 1887. Atomaria abietina ingår i släktet Atomaria, och familjen fuktbaggar. Enligt den svenska rödlistan är arten sårbar i Sverige. Arten förekommer i Svealand, Nedre Norrland och Övre Norrland. Artens livsmiljö är skogslandskap, jordbrukslandskap.